# Joseph A. Dellinger
Joseph A. (Joe) Dellinger (* 1961 in Tulsa) ist ein US-amerikanischer Geophysiker, Amateurastronom und Asteroidenentdecker.

## Leben
| (51415) Tovinder       | 15. März 2001      |
| (54820) Svenders       | 11. Juli 2001      |
| (55276) Kenlarner      | 16. September 2001 |
| (65363) Ruthanna       | 7. August 2002     |
| (72596) Zilkha         | 21. März 2001      |
| (78816) Caripito       | 4. August 2003     |
| (84340) Jos            | 2. Oktober 2002    |
| (88297) Huikilolani    | 11. Juli 2001      |
| (90481) Wollstonecraft | 16. Februar 2004   |
| (95782) Hansgraf       | 24. März 2003      |
| (95802) Francismuir    | 31. März 2003      |
| (111661) Mamiegeorge   | 16. Januar 2002    |
| (111818) Deforest      | 17. Februar 2002   |
| (114689) Tomstevens    | 28. März 2003      |
| (120120) Kankelborg    | 28. März 2003      |
| (127005) Pratchett     | 1. April 2002      |
| (156990) Claerbout     | 28. Mai 2003       |
| (211172) Tarantola     | 2. Mai 2003        |
| (377144) Okietex       | 30. August 2003    |

Dellinger ist Autor von Forschungsarbeiten über die Ausbreitung seismischer Wellen bei der Erkundung der Erdkruste. Weitere Bekanntheit erlangte er durch seine Tätigkeit als Amateurastronom im Fort Bend Astronomy Club in Stafford (Texas).
Nach Angaben des Minor Planet Center (MPC) werden ihm die Entdeckung von mehr als 70 Asteroiden zugeschrieben. Diese Entdeckungen wurden zwischen 2000 und 2009 gemacht, 34 davon in Zusammenarbeit mit anderen Astronomen, u a. mit William G. Dillon und Keith Rivich. Der Asteroid (78392) Dellinger, der von Andrew Lowe am 9. August 2002 am Haleakalā Observatorium  entdeckt wurde, ist nach ihm benannt.